# Courcy (Mancha)
 Courcy  es una población y comuna francesa, situada en la región de Baja Normandía, departamento de Mancha, en el distrito de Coutances y cantón de Coutances.

## Demografía
| 565 | 497 | 437 | 465 | 474 | 469 |
| Para los censos de 1962 a 1999 la población legal corresponde a la población sin duplicidades (Fuente: INSEE [Consultar]) |     |     |     |     |     |